# SYN (Magazin)

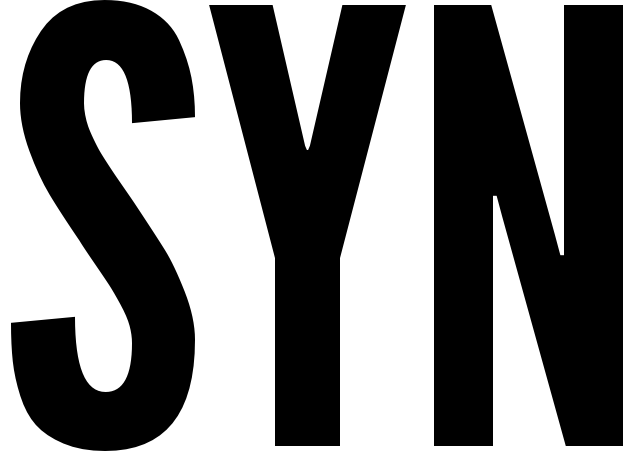
SYN Magazin Logo

SYN ist eine österreichische studentische Fachzeitschrift mit Fokus auf Theater-, Film- und Medienwissenschaft, das von Studierenden dieses Faches sowie anderer geistes-, sozial- und kulturwissenschaftlicher Disziplinen produziert wird und von der Philologisch-Kulturwissenschaftlichen Fakultät der Universität Wien gefördert wird. Die ersten 16 Ausgaben erschienen halbjährlich beim Lit Verlag in Druckform (elektronisch abrufbar über Phaidra), seit der Ausgabe Kollektiv wird das Magazin im Verlag new academic press veröffentlicht. 

## Entstehung
Im Jahr 2009 entwickelten mehrere Studierende der Theater-, Film- und Medienwissenschaft der Universität Wien die Idee, ein Magazin herauszubringen, das die Möglichkeit einer Erstpublikation bieten soll. Es soll Studierenden bereits vor Abschluss eines Master- oder Diplomstudiums einen Einstieg in die wissenschaftliche Praxis des Publizierens ermöglichen.
Seit dem Wintersemester 2010 erscheint halbjährlich eine Ausgabe mit etwa sieben bis zehn Artikeln. Das Thema der Ausgabe wird jeweils unter einem Adjektiv zusammengefasst, zu welchem Arbeiten von Studierenden aus dem deutschsprachigen Raum (Österreich, Deutschland und die Schweiz) mittels Call for Papers gesucht werden. Die Auswahl der Artikel erfolgt durch das Redaktionsteam. Der Arbeitsprozess setzt sich aus zwei Redaktions- und zwei Lektoratsphasen sowie der Peer-Review-Phase zusammen. Dafür steht dem Team ein international besetzter wissenschaftlicher Beirat zur Verfügung, der mittels Peer-Review-Verfahren die bis dahin entstandenen Artikel begutachtet. Jeder Artikel wird anonymisiert und an mindestens zwei Peer-Review-Partner weitergeleitet. Zusätzlich zu den Arbeiten der Studierenden werden auch Essays und Interviews veröffentlicht. Zu den bisherigen Interviewpartnern zählen u. a. Stefanie Sargnagel, Claudia Bosse, Stefan Ruzowitzky, Hermes Phettberg, She She Pop, Hermann Nitsch, Soap&Skin, Rudolf Polanszky, The Tiger Lillies, Florentina Holzinger und Kenneth Goldsmith. Den schriftlichen Beiträgen des Magazins werden Illustrationen beigefügt, welche durch einen Call for Pictures eingeholt werden.
SYN tätigt auch Kooperationen mit anderen Magazinen wie dem Journal 360° sowie Veranstaltungsreihen wie dichtung//s//ring, kinolog und dem This Human World – Filmfestival.

## Intentionen und Ziele
Das SYN-Magazin möchte Studierenden der Geistes-, Sozial- und Kulturwissenschaften eine Plattform bieten, auf der sie ihre Bachelor- oder Abschlussarbeiten erstmals publizieren können. Dadurch sollen Themen und Fragestellungen der heranwachsenden Forschergeneration einem möglichst vielfältigen Zielpublikum zugänglich gemacht werden.

## Ausgaben
| Ausgabe | Titel      | Herausgeber / Herausgeberinnen                                   | ISBN                   | Erscheinung   |
| 01      | Irreal     | Fabian Bazant, David Krych, Johannes A. Löcker                   | ISBN 978-3-643-50183-7 | November 2010 |
| 02      | Reflexiv   | Thomas Marchart, Stefanie Schmitt, Stefan Suppanschitz           | ISBN 978-3-643-50276-6 | Mai 2011      |
| 03      | Kurios     | Markus Lehner, Thomas Ochs, Clara Rybaczek                       | ISBN 978-3-643-50324-4 | Oktober 2011  |
| 04      | Animalisch | Andrea Höller, Hanna Palmanshofer, Stefan Schweigler             | ISBN 978-3-643-50403-6 | Mai 2012      |
| 05      | Maschinell | Melanie Konrad, Julia Preisker, Vanessa Scharrer                 | ISBN 978-3-643-50455-5 | Oktober 2012  |
| 06      | Verquer    | Eva-Maria Kleinschwärzer, Lukas Reiter, Elisabeth Stecker        | ISBN 978-3-643-50513-2 | Mai 2013      |
| 07      | Tot        | Laura Greber, Martin Krammer, Alexandra Matsouka, Carmen Stocker | ISBN 978-3-643-50548-4 | Oktober 2013  |
| 08      | Strittig   | Valerie Dirk, Iris Fraueneder, Ulrike Wirth                      | ISBN 978-3-643-50604-7 | Juni 2014     |
| 09      | Obszön     | Chiara Juchem, Helmut Käfer, Kira Koplin, Barbara Tunkowitsch    | ISBN 978-3-643-50644-3 | Dezember 2014 |
| 10      | Stumm      | Harald Krebl, Shiva Pauer, Sophia-Charlotte Pehlke               | ISBN 978-3-643-50690-0 | Juni 2015     |
| 11      | Künstlich  | Marlene Grois, Wera Hippesroither, David Hoffmann                | ISBN 978-3-643-50721-1 | Dezember 2015 |
| 12      | Entgrenzt  | Cornelia Brizsak, Christian Keller, Kerstin Pachschwöll          | ISBN 978-3-643-50748-8 | Juni 2016     |
| 13      | Taktlos    | Johanna Eberl, Sara Maurer, Markus Schwarz                       | ISBN 978-3-643-50787-7 | Jänner 2017   |
| 14      | Populär    | Diana Andrei, Bernhard Frena, Martin Rovan                       | ISBN 978-3-643-50823-2 | Juni 2017     |
| 15      | Virtuell   | Birgit Allesch, Ada Karlbauer, Veronika J. König                 | ISBN 978-3-643-50849-2 | Jänner 2018   |
| 16      | Radikal    | Simon Angerer, Ronny Günl, Carmen Rosenkranz                     | ISBN 978-3-643-50881-2 | Juni 2018     |
| 17      | Kollektiv  | Sarah Auer, Sebastian Bornschlegl, Eva Lakits                    | ISBN 978-3-7003-2128-6 | März 2019     |